# قوچ‌ها (فیلم)
قوچ (به انگلیسی: Rams) یک فیلم درام به نویسندگی و کارگردانی گریمور هاکونارسون و محصول ۲۰۱۵ کشور ایسلند است. این فیلم در جشنوارهٔ فیلم کن ۲۰۱۵ برندهٔ جایزهٔ اصلی بخش نوعی نگاه شد و در بخش سینمای معاصر جهانی در جشنواره بین‌المللی فیلم تورنتو ۲۰۱۵ به نمایش درآمد.
این فیلم از طرف ایسلند برای شرکت در بخش جایزهٔ اسکار بهترین فیلم خارجی زبان در هشتاد و هشتمین دورهٔ جوایز اسکار شرکت کرد اما به مرحلهٔ نامزدی این دوره راه نیافت.

## خلاصه داستان
دو برادر در تجارت پرورش دام فعالیت دارند و به خاطر چشم و هم چشمی و حسادتی کهنه نزدیک به چهل سال است که با یکدیگر صحبت نکردند. آنها در مجاورت یکدیگر زندگی می‌کنند و هر دوی آنها به شدت به گله‌شان وابسته هستند و هیچ زنی هم در زندگیشان نیست.
پس از مدتی یکی از قوچ‌های مزرعهٔ کیدی (یکی از برادرها) به علت ابتلا به بیماری اسکرپی مورد توجه گومی (برادر دیگر) قرار می‌گیرد. بعد از کشمکشی کوتاه بین دو برادر مشخص می‌شود که گومی درست تشخیص داده و باید برای جلوگیری از افزایش این بیماری تا قبل از آغاز فصل سرما نه تنها حیوانات این دو مزرعه بلکه تمامی گله‌های آن دره را نابود کرد. کیدی که شخصیتی تنومند و پرخاشگر دارد به شدت با این تصمیم مخالف است و از همکاری با مأمورین محیط زیست خودداری می‌کند و در نهایت تلاشش نافرجام می‌ماند. گومی اما قبل از حضور مأموران اقدام به کشتن گله اش می‌کند و تعدادی از آنهایی که به ظاهر سالم می‌رسند را مخفیانه به زیرزمین خانه‌اش منتقل می‌کند.
زمستان از راه می‌رسد و کیدی و یکی از مامورهای پاک سازی تصادفاً از پنهان کاری گومی باخبر می‌شوند. این اتفاق دو برادر را وادار می‌کند تا برای نجات قوچ‌های باقیمانده که آخرین بازمانده‌ها از نژاد خود هستند با یکدیگر همکاری کنند. آنها به ناچار برای فرار از دست مأموران در میان برف و کولاک به ارتفاعات اطراف پناه می‌برند اما موتور چهار چرخشان در برف گرفتار می‌شود و گلهٔ کوچک نجات یافته از دیدرس ناپدید. صبح روز بعد کیدی، گومی را در معرض سرما زدگی شدید پیدا می‌کند. سکانس آخر فیلم هر دو برادر را برهنه در آغوش هم به تصویر می‌کشد جایی که کیدی با چشمان گریان سعی دارد جان برادرش را نجات دهد.

## جشنواره جهانی فیلم فجر
این فیلم در سی و چهارمین جشنواره جهانی فیلم فجر حضور داشت و توانست سیمرغ زرین بهترین فیلم را کسب کند. این جشنواره از ۳۱ فروردین تا ۶ اردیبهشت ۱۳۹۵ در شهر تهران برگزار شد. 